# Торчвуд (4. сезона)
Четврта сезона британске научнофантастичне телевизијске серије Торчвуд, са поднсаловом Дан чуда, премијерно је емитована на каналу Starz од 8. јула до 9. септембра 2011. године и броји 10 епизода. За разлику од прве три сезоне које је продуцирао BBC, четврта је снимљена у британско-америчкој копродукцији између BBC-ја и америчке премијум мреже Starz. Емитована је у десет епизода почевши од 8. јула 2011. (САД) и 14. јула 2011. (Уједињено Краљевство).
Централни заплет Дана чуда је да изненада нико на Земљи не може да умре, што подстиче све проблематичније законодавне промене широм света како глобално становништво расте. Поред бројних нових америчких чланова и гостујућих глумаца, главни сценариста Расел Т. Дејвис је ангажовао неколико америчких телевизијских сценариста да пишу за Дан чуда, међу којима су били Џејн Еспенсон, Џон Шибан и Дорис Иган. Британски сценариста Џон Феј такође се вратио као сценариста, под Дејвисом као главним сценаристом. Продукција је делимично подељена дуж трансатлантских линија, при чему је Кели Манерс продуцирала у Сједињеним Државама, а Брајан Минчин у Уједињеном Краљевству. Већи део снимања одвијао се у Лос Анђелесу у Калифорнији, са две недеље додатног снимања у Велсу.
Иако је премијерна епизода сезоне емитована са високим индексом уважавања публике (85, што се сматра „одличним”) и солидном гледаношћу у Уједињеном Краљевству, амерички критичари су у целини били мање наклоњени премијерној епизоди. Рецензије са обе стране Атлантика постајале су све више помешане како је сезона одмицала. Неколико коментатора је сматрало да би сезона боље функционисала као серијал од пет епизода, истичући забринутост због неконзистентног темпа, неразрешених заплета и поновљеног осећаја у епизодама средине серије.
Сезона има пратећи веб-серијал од 10 епизода, Торчвуд: Мрежа лажи, наведен на Starz-овом веб-сајту (али не и на BBC One веб-страници), који је повезан са Даном чуда. Серијал је био доступан као апликација из iTunes Store-а, прва епизода се могла добити бесплатно, а била је доступна и на Starz-овом YouTube каналу. Доступан је у целини (без интерактивних елемената) у DVD и Blu-ray издањима. Серијал је премијерно приказан на каналу BBC America 14. септембра 2013. године.

## Радња
Током истог дана на Земљи, концепт смрти одједном је поништен када је откривено да људи који су претрпели смртоносне повреде или смртоносне болести не могу да умру. Ово се прво сматра као религиозни чудо, али недостатак смрти почиње да оптерећује медицинске ресурсе и шири болести широм света; владе света процењују да ако се нешто не предузме, свет неће моћи да одржи раст популације у року од четири месеца.
Агенти Централне обавештајне агенције Рекс Матесон, који је доживео фаталну несрећу, али је остао жив, и Естер Драмонд откривају име „Торчвуд” повезано са овим догађајима и проналазе његове преостале чланове, Џека Харкнеса и Гвен Купер. Када су их довели у Сједињене Америчке Државе, откривају да их прогоне агенти који раде за организацију под називом „Породице”. Џек открива да је његова сопствена бесмртност нестала и верује да је то повезано са догађајима „Чуда”. Џек доводи Рекса и Естер у окриље Торчвуда.
Светске владе успостављају план за довођење оних људи који би иначе умрли од болести или повреда у логоре. Торчвуд се убацује у један логор и открива да се болесни тамо спаљују. Они то откривају свету у нади да ће логори бити угашени, али светске владе одбијају, верујући да су логори неопходни. Вести стављају свет у хаос. Торчвуд наставља да прати Породице, откривајући да имају много агенција широм света. На крају, Џек схвата да Породице представљају потомке патријарха три католичке породице које је срео у Њујорку 1920-их. Ови људи су били уплашени и похлепни за његовом бесмртношћу и купили су га, користећи научна испитивања и крвопролиће како би покушали да разумеју његово стање. Породице су од тада постале невероватно моћне и успеле су да искористе Чудо за своје финансијске и политичке циљеве.
Прошло је неколико месеци и свет клизи у финансијску депресију. Торчвуд признаје да су Породице обмањивале догађајима непосредно пре првог дана Чуда у Шангају и Буенос Ајресу, две тачке на супротним странама света. Са подацима од Освалда Дејнса, Џек схвата да су Породице пронашле Благослов, дословну крвну линију која се протеже између ових тачака кроз Земљу, и да су послали одређену количину Џекове крви из његовог претходног пуштања крви у Благослов који је „преписао” његову бесмртност у остатку човечанства као одбрамбени механизам. Тим се дели на Џека и Гвен и Рекса и Естер да би истражили обе тачке. Оба тима налазе да Благослов има потпуну контролу над Породицама, а тамошњи агенти примећују да је једини начин да се поништи чудо тај да се Џекова смртна крв поново унесе у Благослов са оба краја. Рекс открива да је себи дао Џекову крв пре њиховог доласка. Један члан Породице убија Естер, што значи да ће она умрети ако се Чудо преокрене. Гвен саветује Рекса да не стаје, а истовремено Рекс отвара рану, Гвен пуца у Џека и крв улази у Благослов са оба краја, чиме се Чудо завршава. Док два објекта почињу да се урушавају, Рекс помаже Естер да побегне, али она после тога умире док је Џек повратио своју бесмртност и бежи са Гвен. Касније, док се свет поново бави концептом смрти, а Торчвуд присуствује Естериној сахрани, на Рекса пуца кртица Породица у ЦИА-и. Рекс открива да је постао бесмртан попут Џека.

## Улоге
- Џон Бароуман као Џек Харкнес
- Ив Мајлс као Гвен Купер
- Мекај Фајфер као Рекс Матесон
- Алекса Хејвинс као Естер Драмонд
- Кај Овен као Рис Вилијамс
- Бил Пулман као Освалд Дејнс

## Епизоде
| Бр. еп. (укупно) | Бр. еп. (у серији) | Наслов              | Редитељ              | Сценариста                      | Премијера          | Прод. код | Гледаност у Британији (милиони) |
| --- | ------------------ | ------------------- | -------------------- | ------------------------------- | ------------------ | --------- | ------------------------------- |
| 32 | 1                  | „Нови свет”         | Барат Налури         | Расел Т. Дејвис                 | 8. јул 2011.       | 401       | 6,59                            |
| Земља се суочава са појавом познатом као „Дан чуда”, током које више од 24 сата нико не умире, а свет ће за четири месеца постати неодржив због свог растућег становништва. Свака владина агенција Сједињених Америчких Држава добија дојаву о Торчвуду, а касније проналази сваки траг речи обрисан од стране тек враћеног Џека Харкнеса који открива да је сада смртан. Одвојено, он и агент ЦИА-е Рекс Матесон — који је доживео „фаталну” несрећу, али не може да умре — путују у јужни Велс да пронађу Гвен Купер која живи у изгнанству са супругом Рисом и новорођеном ћерком Анвен. Џека, Риса и Гвен нападају непознати нападачи у хеликоптеру. Пошто је Рекс стигао, Џек их спасава. Затим Рекс предаје Џека и Гвен ради изручења у Сједињене Америчке Државе. |                    |                     |                      |                                 |                    |           |                                 |
| 33 | 2                  | „Извођење”          | Били Гирхарт         | Дори Иган                       | 15. јул 2011.      | 402       | 5,75                            |
| Док Рекс доводи Џека и Гвен у Америку, у авиону настају проблеми: оперативци ЦИА-е планирају да их уклоне и отрују Џека који је сада једини смртник на планети. Гвен и Рекс, уз помоћ др Вере Хуарез, стварају противотров. У међувремену, Освалд Дејнс почиње да се појављује у емисијама, изазивајући буку у штампи и на интернету пошто се наизглед извинио на националној телевизији. По слетању, Рекс и његова колегиница Естер Драмонд откривају да их је непозната страна прогласила за издајнике. Схватајући да их лове, Рекс и Естер се придружују Џеку и Гвен и крећу у бекство. |                    |                     |                      |                                 |                    |           |                                 |
| 34 | 3                  | „Глуво доба ноћи”   | Били Гирхарт         | Џејн Еспенсон                   | 22. јул 2011.      | 403       | 5,49                            |
| Још увек у бекству, Торчвуд се убацује у седиште Фикорпа у Вашингтону и открива инкриминишуће велике залихе лекова против болова који указују да су имали предзнање о Чуду. Касније, Рекс убеђује Веру да оде на Фикорпов догађај и истражи. Локација Торчвуда је компромитована, међутим, завереници Чуда су контактирали мобилни телефон који је Торчвуд украо од директора ЦИА-е, Фридкина. |                    |                     |                      |                                 |                    |           |                                 |
| 35 | 4                  | „Бекство у ЛА”      | Били Гирхарт         | Џим Греј и Џон Шибан            | 29. јул 2011.      | 404       | 5,19                            |
| Тим Торчвуда се сели у Калифорнију како би боље истражио Фикорп. Међутим, пошто је Естер направила грешку покушавајући да помогне својој сестри, убица успева да уђе у траг Торчвуду. Торчвуд успева да поврати важне сервере из Фикорповог штаба и открива планове за објекте концентрационих логора широм света. Пре него што је убијен, убица открива да иза Чуда стоје „Породице”. Након тога, Рис зове и обавештава Гвен да је њен отац одведен у један логор. У међувремену, Освалд и Џили Кицинџер се налазе са политичарком која води кампању против бесконачне сегрегације под називом „Мртав је мртав”, која угрожава планове Фикорпа. |                    |                     |                      |                                 |                    |           |                                 |
| 36 | 5                  | „Категорије живота” | Гај Ферленд          | Џејн Еспенсон                   | 5. август 2011.    | 405       | 5,17                            |
| Вера, Рекс и Естер на тајном задатку одлазе у владине логоре где проналазе запрепашћујуће откриће онима који су означени категоријама 1 или 2. У међувремену, капетан Џек покушава да убеди Освалда Дејнса да разоткрије Фикорпово предзнање о Чуду пред телевизијском публиком. Гвен се враћа у Велс да ослободи свог оца, али за сада само погоршава његово стање. Када је Вера оспорила неетичку праксу логора, директор Колин Малони је упуца и спаљује. Рекс проналази Веру, али, у немогућности да је ослободи, приморан је да сними овај догађај. |                    |                     |                      |                                 |                    |           |                                 |
| 37 | 6                  | „Посредници”        | Гај Ферленд          | Џон Шибан                       | 12. август 2011.   | 406       | 4,60                            |
| У Сан Педру, Естер и Рекс наилазе на и на крају се ослобађају после сукоба са Вериним убицом. Џек успева да дође до извршног директора Фикорпа, Стјуарта Овенса, али сазнаје да је Фикорп само пијун правих завереника иза Чуда. Овенс открива, међутим, да је нешто што се зове „Благослов” повезано са Чудом. Овенсов агент у Шангају постао је 1. категорија пошто је тамо био сведок нечег ужасног. У Велсу, Гвен успева да прокријумчари свог оца у Рисовом комбију и уништава модул где се људи спаљују. Ово се емитује заједно са Рексовим видео снимком Вериног спаљивања на интернету, али са малим учинком. Враћајући се на Аеродром Лос Анђелес, Гвен добија поруку од некога преко својих Торчвуд контактних сочива: ако икада поново пожели да види свог мужа, ћерку или мајку, мора да им испоручи Џека. |                    |                     |                      |                                 |                    |           |                                 |
| 38 | 7                  | „Бесмртни греси”    | Гвинет Хордер-Пејтон | Џејн Еспенсон                   | 19. август 2011.   | 407       | 4,48                            |
| У садашњости, Гвен узима Џека за таоца да би ослободила своју отету породицу и њих двоје воде жесток, али свирепо искрен разговор. Флешбекови приказују Џека на задатку у Њујорку 1927. и 1928. и како се заљубљује у италијанског имигранта по имену Анђело, али Џекова бесмртност убрзо доводи до тога да га верска заједница Мале Италије посматра са страхом и подозрењем. Његово мучење и крвопролиће пружају „Благослов” у срцу данашњег Чуда. Уз извесну интервенцију Естер и Рекса, Гвенину породицу спашава позорник Енди, а Џек и Гвен су спасени од отмичара који затим убеђује Џека да пође са њом говорећи му да га један човек још увек чека: Анђело. |                    |                     |                      |                                 |                    |           |                                 |
| 39 | 8                  | „Крај пута”         | Гвинет Хордер-Пејтон | Џејн Еспенсон и Рајан Скот      | 26. август 2011.   | 408       | 4,64                            |
| Одведен да се суочи са Анђелом док берза почиње да се урушава након пропасти пензионог система, Џек је потресен када је сазнао да је његов бивши љубавник заправо проживео свој пут до садашњости местимично природним путем, пошто је нормално остарео све ово време. Његова унука открива да су Чудо изазвале три породице које су „купиле” Џека 1928. користећи узорке Џекове крви и „Благослова” које су открили 1998. године. Иако ЦИА покушава да преузме контролу, ствари постају сложене када је Анђело умро — прва права смрт од почетка Чуда — откривајући да се његов кревет налази изнад уређаја који генерише нулто поље. Пошто је Гвен депортована, Џек и Естер су приморани да побегну са виталним делом терена пошто је Џек упуцан. Рексова и Естерина колегиница Шарлот такође је откривена као кртица Породица. |                    |                     |                      |                                 |                    |           |                                 |
| 40 | 9                  | „Окупљање”          | Гај Ферленд          | Џон Феј                         | 2. септембар 2011. | 409       | 4,63                            |
| Два месеца касније, глобална рецесија је постала глобална депресија. Естер је неговала Џека до оздрављења и сакупљала је узорке крви од њега у Шкотској, Гвен наставља да крије свог оца од полицијских рација, а истовремено продаје украдене лекове против болова, а Рекс се вратио да ради у ЦИА-и. Џили одлази у Шангај да ради за Породице. Освалд Дејнс проналази Гвен преко људи који су прокријумчарили Џека у Шкотску, приморавајући Естер и Џека да дођу у Свонзи, где их оно што он зна о Џилиним поступцима наводи на закључак да се Благослов налази и у Буенос Ајресу и у Шангају. Рексове покушаје да пронађе потомка сведока Џекових убистава у Малој Италији осујећује Шарлот у ЦИА-и. Гвен је принуђена да поведе Освалда са собом док се она и Џек прокријумчаре у Шангај, где се Џекова крв физички извлачи на месту Благослова. Естер се састаје са Рексом у Буенос Ајресу за њихову половину задатка, али Шарлот их прати. |                    |                     |                      |                                 |                    |           |                                 |
| 41 | 10                 | „Крвна линија”      | Били Гирхарт         | Расел Т. Дејвис и Џејн Еспенсон | 9. септембар 2011. | 410       | 5,13                            |
| У седишту ЦИА-е, Шарлот штити своју тајну тако што ће разнети Шапира и Ноу. Рекс и Естер се суочавају са неуспехом када је агент Породица у војсци Буенос Аиреса разнео кофер са Џековом крвљу. Џек и Гвен везују Освалда за експлозив да би стекли контролу над Породицама и сазнали да је Чудо изазвано када је Благослов — необјашњива формација стена која контролише морфолошко поље — реаговала одбрамбено када се упознала са Џековом бесмртном крвљу. Рекс открива да је себи тајно дао Џекову крв да би је сачувао, што значи да су оба агента у стању да пусте крв у Благослов на оба краја по цену свог живота, чиме се завршава Чудо. Естер је упуцана, али група наставља. Гвен пуца у Џека, знајући да она заправо убија свог оца, њега, Рекса и Естер. Када је смрт обновљена, Освалд диже себе у ваздух заједно са старијим чланом Породица, а Гвенин отац умире. Џекова бесмртност је враћена и он васкрсава и бежи из објекта са Гвен и Џили. Неколико месеци касније, Џили се поново обраћа агент Породица да им помогне у њиховом плану Б. Болничари успевају да оживе Рекса, али не и Естер. На Естериној сахрани открива се Шарлотина дволичност. Она упуцава Рекса, али је убијена. Међутим, на запрепашћење свих, Рекс показује бесмртност налик на Џека и одмах лечи своју смртоносну рану. |                    |                     |                      |                                 |                    |           |                                 |

## Продукција

### Развој
Ране гласине о развоју указивале су да ће четврта сезона бити рибут серије Торчвуд и да ће се емитовати на Fox Network-у у Сједињеним Америчким Државама. Међутим, договор са Fox-ом није прошао и званично је објављен нови копродукцијски уговор са Starz-ом. Креатор Торчвуда и извршни продуцент Расел Т. Дејвис појаснио је фокус сезоне, рекавши да је то „у великој мери следећи корак. То није нова верзија, није рибут. Ми се једноставно селимо”. Сезона је први пут најављена под насловом Торчвуд: Нови свет, али је промењен у Торчвуд: Дан чуда у каснијој фази развоја (Нови свет је постао наслов прве епизоде). Друга извршна продуценткиња, Џули Гарднер, описала је нову сезону као апсолутно спремну „да дочека нову публику”. Сценаристкиња сезоне Џејн Еспенсон даље је појаснила, описујући четврту сезону као стриктно „наставак британске серије”.

### Писање
Дан чуда је развијен кроз заједничко планирање, а појединачне епизоде су накнадно додељене појединачним сценаристима. Гарднерова и Дејвис провели су четири недеље заједно са својим сценаристима радећи кроз комплетну причу. Сценаристи су касније изабрали да напишу оне епизоде које су одражавале њихова посебна занимања за одређене теме или ликове. Тим сценариста је одлучио да ревидира сваку епизоду пре снимања прве сцене. Сценаристкиња Џејн Еспенсон сматрала је да ће ово дати сезони много чвршћи осећај и већи укупни континуитет. Пишући Децу Земље и Дан чуда, Дејвис је пронашао своју склоност према формату мини-серијала и изјавио је да се Торчвуд неће вратити причама типа „чудовиште недеље”, карактеристичним за прве две сезоне, сматрајући да је нови формат „амбициознији и интелигентнији”.

### Кастинг
Преостало троје чланова главне глумачке поставе Торчвуда, Џон Бароуман као капетан Џек Харкнес, Ив Мајлс као Гвен Купер и Кај Овен као њен муж Рис Вилијамс, вратили су се у четвртој сезони. У наративу серије, капетан Џек је бесмртни бивши преварант из 51. века који се први пут појавио у епизоди Доктора Хуа из 2005. године „Празно дете”. У прве три сезоне Торчвуда, Џек је водио кардифски огранак Института Торчвуд и био је „најсрећнији што је икада био”. Након уништења Торчвуда и смрти свог унука, својих пријатеља и свог љубавника Јанта Џоунса у трећој сезони, једина ствар која би могла да врати Џека на Земљу била је „његова неизречена љубав према Гвен Купер и Торчвуду”. Гвен је на крају треће сезоне остала трудна са својим мужем Рисом. Од пада Торчвуда, они су започели миран живот, живећи повучено са својом бебом Анвен. Остали ликови који су се вратили били су Гвенин бивши партнер у полицији Енди (Том Прајс), сада наредник, као и њени родитељи Герент (Вилијам Томас) и Мери Купер (Шерон Морган), који су се раније појавили у епизоди Торчвуда из 2008. „Нешто позајмљено”. Сво троје имали епизодне улоге.
Мекај Фајфер се придружио серији као Рекс Матесон, ЦИА-ин „златни дечко”, оперативац који је брзо напредовао ка каријерној слави. Веома интелигентан и херојски, он се удружује са Џеком и Гвен како би решио мистерију иза „Дана чуда”. Њему се придружила Естер Драмонд (Алекса Хејвинс), аналитичарка ЦИА-е са оптимистичком вером у човечанство. Арлин Тур је добила улогу хируршкиње Вере Хуарез, док је Бил Пулман играо Освалда Дејнса, опасног осуђеног сексуалног преступника и убицу, који по изласку из затвора добија статус славне личности. Освалд се суочава са смртоносном инјекцијом, али постаје увучен у заплет приче када он — као и остатак света — једноставно не умре. Лорен Амброуз је добила улогу Џили Кицинџер у седам од десет епизода. Њен лик је описан као „слаткоречива службеница за односе са јавношћу и геније са каменим срцем, која је управо стекла најважнијег клијента у својој каријери... а можда и свих времена”. У гостујућим улогама били су Лена Каур, Дичен Лакмен, Вејн Најт, Ерни Хадсон, К. Томас Хауел, Џон де Ланси, Нана Визитор и Дилон Кејси.
Позиви за кастинг су се разликовали од финалног саопштења за штампу. Пулманов и Хејвинсин лик су се првобитно звали Освалд Џоунс и Естер Катуси. Поред тога, позиви су првобитно прецизирали да Рекса треба да игра белац, а Естер глумица која није белкиња. Чед Мајкл Мари из Три Хила и Енвер Ђокај из Кућице за лутке су били на аудицији за улогу Рекса. Глумица из серије Братства и сестринства, Амбер Стивенс, такође је била на аудицији за улогу Катусијеве/Драмондове. Током фазе развоја, глумац Џејмс Марстерс је изразио велико интересовање да се врати као капетан Џон Харт, лик из друге сезоне Торчвуда.

### Локације
Локације које су коришћене за снимање у Велсу биле су Међународни аеродром Кардиф и колиба Олд Ректори, у власништву Народног фонда, у заливу Росили. Дана 1. фебруара 2011. снимање поново одржало у згради Берзе угља у Кардифском заливу. Ова зграда је последњи пут коришћена за кабинет Џона Фробишера у Деци Земље. Апотека у Свонзију је коришћена за сцену у којој Гвен Купер удара колима у предњи део продавнице.

### Музика
Композитор Торчвуда и Доктора Хуа Мари Голд компоновао је музику за четврту сезону са асистентом композитором Стјуом Кенедијем.

## Промоција
Тизер трејлер је објављен 1. априла 2011. у којем је приказана Земља стилизована као џиновска бомба након што је новинар објавио да је „у 22:36 забележена последња смрт на планети Земљи”. Песма Perfect Day Луа Рида коришћена је као пратећа музика за трејлер. Раније је објављен промотивни постер са истим мотивом бомбе. Глумци Џон Бароуман и Бил Пулман, заједно са извршном продуценткињом Џули Гарднер, присуствовали су 2011. MIPTV догађају у Кану како би промовисали сезону. Говорећи о новој сезони, Гарднерова је прокоментарисао да „[Торчвуд] води Велс на глобалну сцену — задржавајући најбоље од британске драме, док учи све о вредностима америчке продукције”. Бароуман је говорио како ће нова сезона бити „већа и боља” због повећаних могућности америчке копродукције. Промотивне слике глумачке поставе сезоне Торчвуд: Дан Чуда, заједно са биографијама ликова, објављене су у мају 2011. године. Џек Харкнес и Гвен Купер појавили су се на насловној страни часописа Radio Times за 9−15. јул 2011. године. Њих двоје су се такође нашли на насловној страни часописа TV & Satellite Week исте недеље. Starz је организовао „Марш бездушних” у четвртак 7. јула 2011. како би промовисао нову сезону.

## Емитовање
Дан чуда је премијерно приказан на Starz-у 8. јула 2011. у САД, 9. јула 2011. на Space-у у Канади и на каналу UKTV Australia у Аустралији. У Уједињеном Краљевству је први пут емитован 14. јула 2011. на каналу BBC One. Дана 19. јула 2011. објављено је да га је купио Eleven, бесплатни дигитални канал мреже Network 10 из Аустралије, али до 23. новембра 2012. није га емитовао. Направљене су различите верзије за емитовање у САД и Уједињеном Краљевству. Према сценаристкињи Џејн Еспенсон, једине разлике су „скраћење од 10 секунди у британској верзији 3. епизоде, као и рез од три секунде у британској верзији 6. епизоде”. Стварни рез за 3. епизоду за емитовање у Уједињеном Краљевству био је 30 секунди.

## Пријем
Рецензије америчких критичара биле су помешане. The New York Times је описало сезону као „разочарење”, а Los Angeles Times као "репетитивну".
Иако је рецензент The Guardian-а Дан Мартин у почетку топло реаговао на сезону, његов каснији преглед био је критичнији. Упркос томе што је обећавала са својом премијерном епизодом, Мартин наводи да је „благо речено” тврдити да је Дан чуда изазвао поделе међу публиком. Он је сматрао да би прича боље функционисала у формату од пет епизода, у стилу Деце Земље, јер се чинило да је радња развучена. Друге критике су се усредсредиле на Џекову местимично малу улогу, нејасан правац приче Освалда Дејнса, недостатак ванземаљског присуства и очекивање сезоне да публици буде стало до Рекса и Естер, које нису имали прилику да упознају. Коментаришући да се „чинило да је сезона провела недеље истражујући последице Чуда, бежећи од неименованих зликоваца, изручења, депортација и недовршених развоја ликова”, он ипак похваљује Дејвиса за иновативну трансатлантску продукцију иза сезоне: „Можда је најбољи начин да се на Дан чуда гледа као на први покушај. Узимање култног британског програма и давања му готовинске инјекције и платформе за глобалну публику је храбар потез.”
Након последње епизоде сезоне, Мартин даље напомиње да су се „Деца Земље завршила са резолуцијом која је врло лако могла да заврши серију.” Дан чуда се, међутим, завршио са неколико неизвесних судбина, што је Мартину било чудно с обзиром на његове неповољне критике и чињеницу да Дејвис није био сигуран да ће више радити Торчвуд.
Чарли Џејн Андерс са блога io9 изразила је забринутост у вези са континуитетом које изазива повезивање Дана чуда са Доктором Хуом, матичном серијом Торчвуда. Како Дан чуда наизглед претпоставља катастрофалну појаву у целом свету која траје најмање од марта до маја 2011, чини се прилично некомпатибилним са светом Доктора Хуа, у чијем је шестом серијалу приказано да сапутници Ејми (Карен Гилан) и Рори (Артур Дарвил) живе у овом тачном временском раздобљу без икаквог помињања овог проблема, или доказа глобалне катастрофе на другим местима. Андерсова коментарише да су у прошлости ове две серије увек „одржавале прилично чврст континуитет”.